# Maasbommel

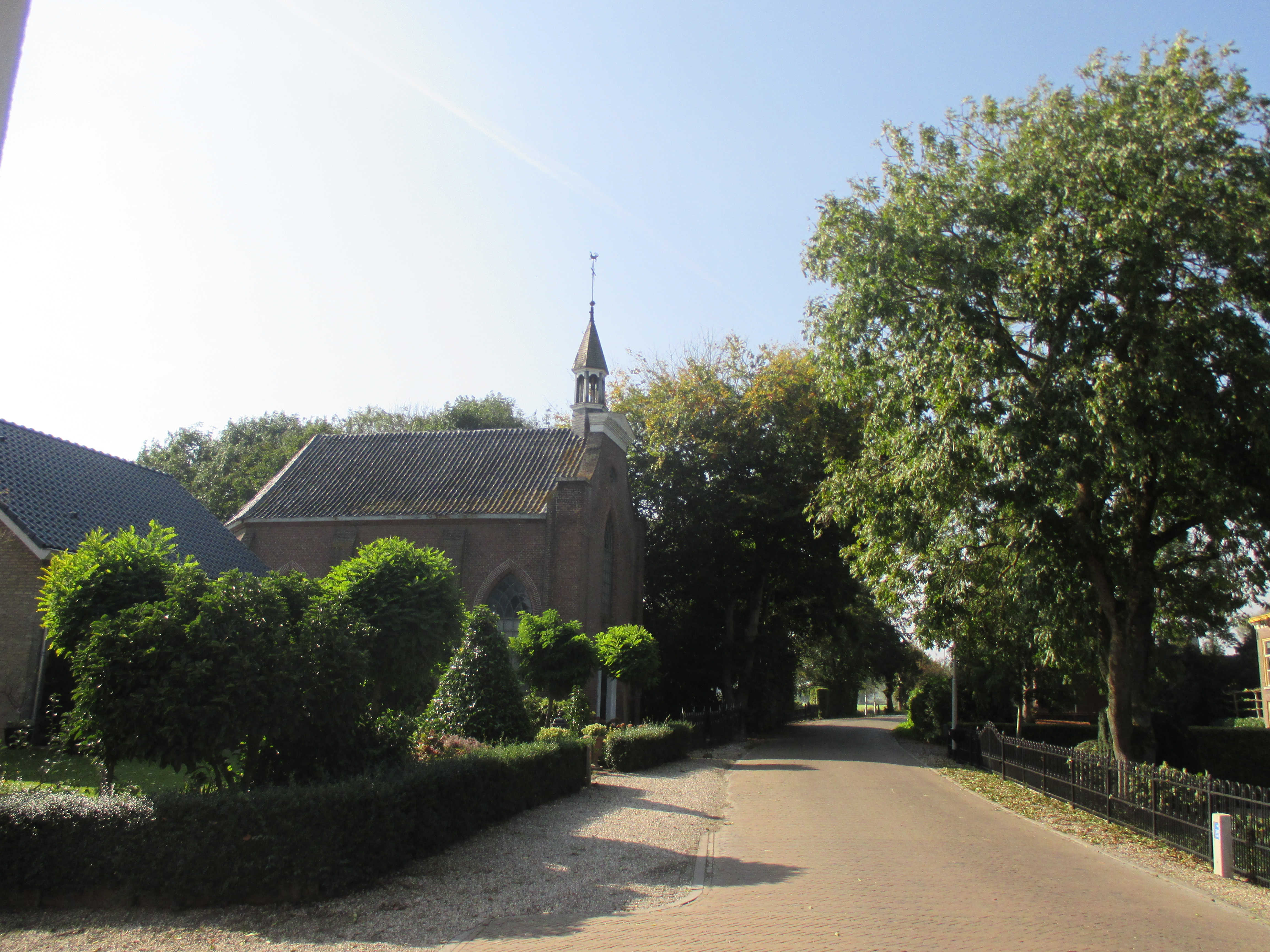
Hervormde Kerk te Maasbommel

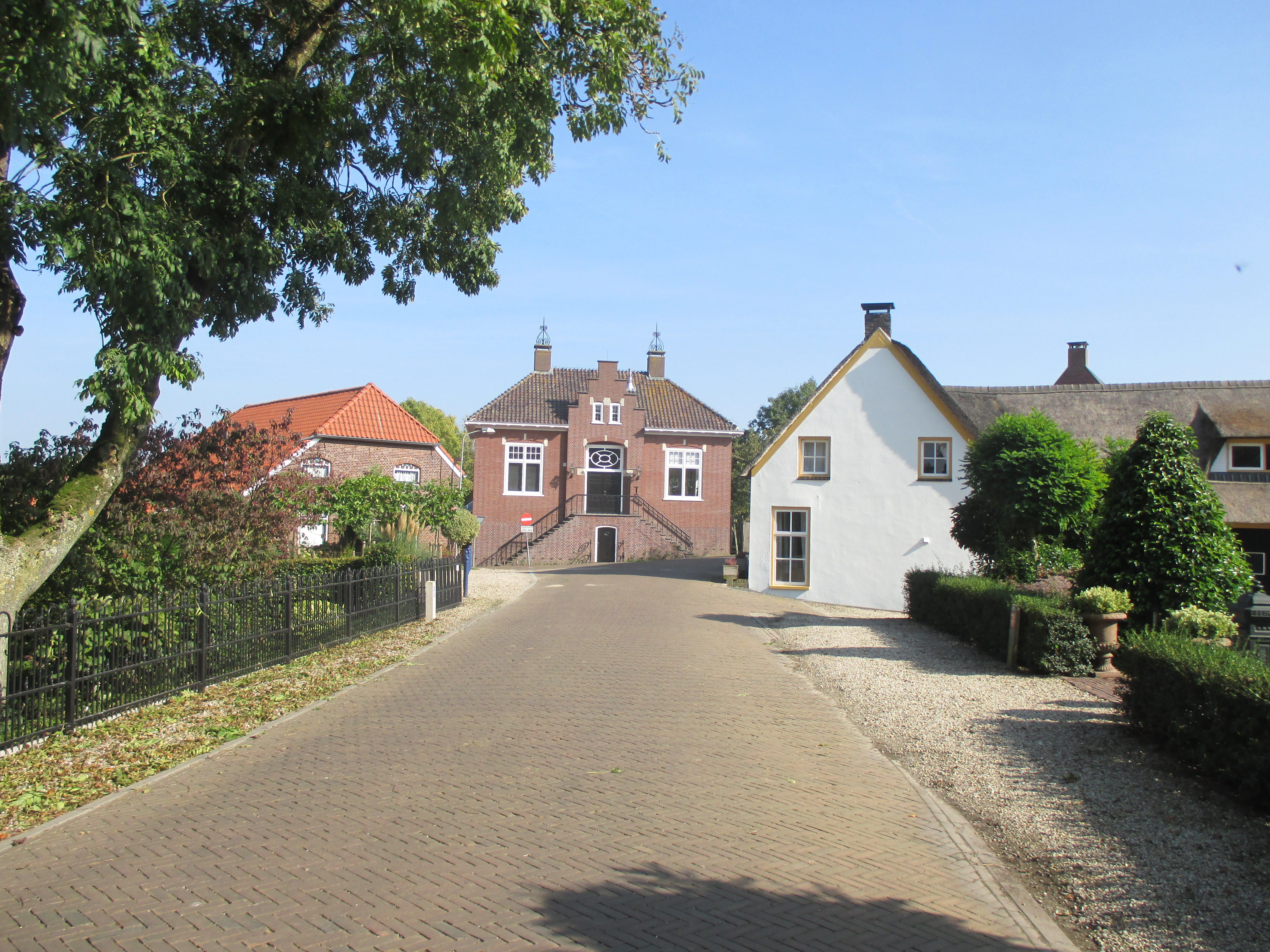
Voormalig gemeentehuis te Maasbommel

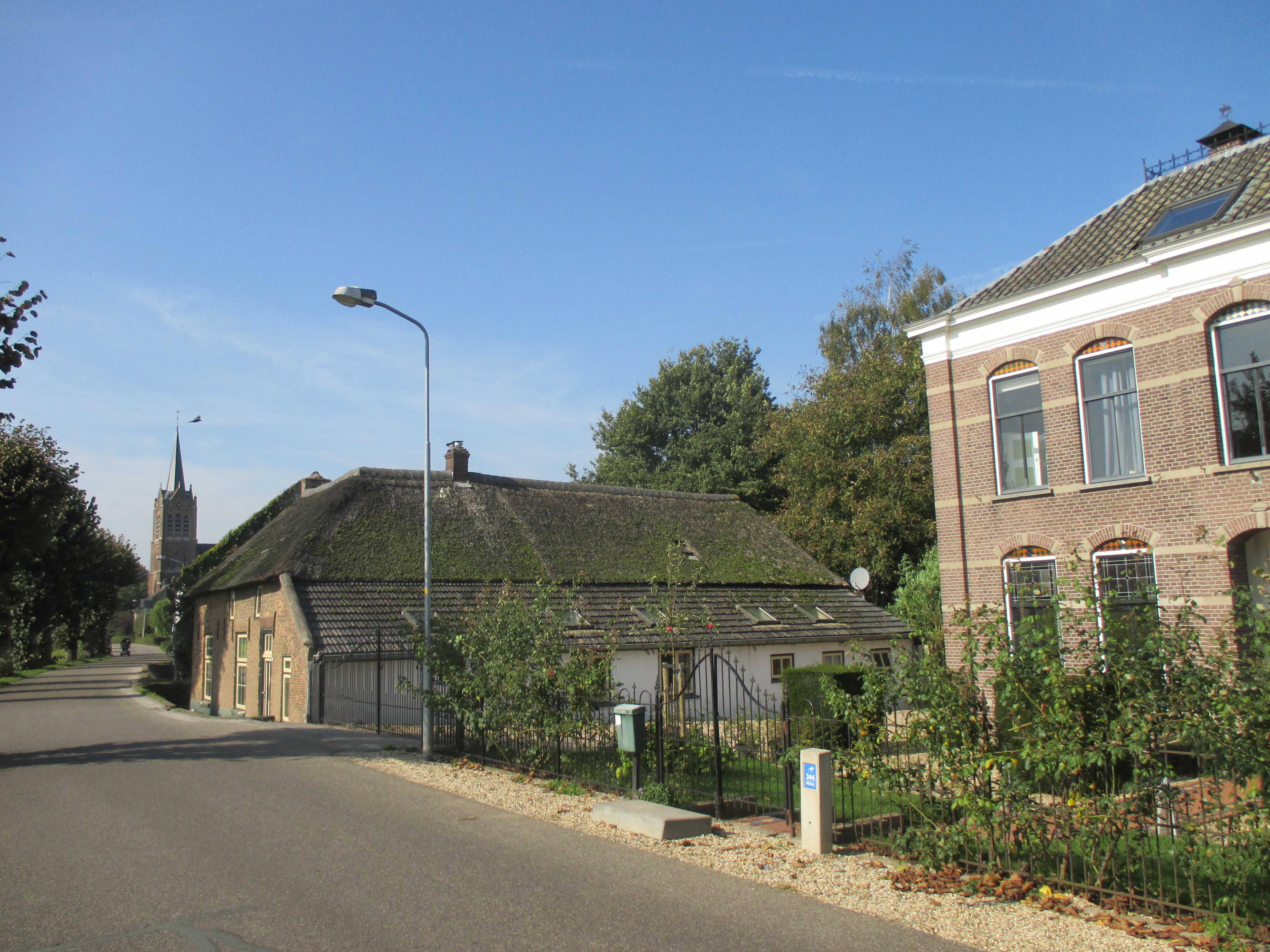
Zicht op Maasbommel

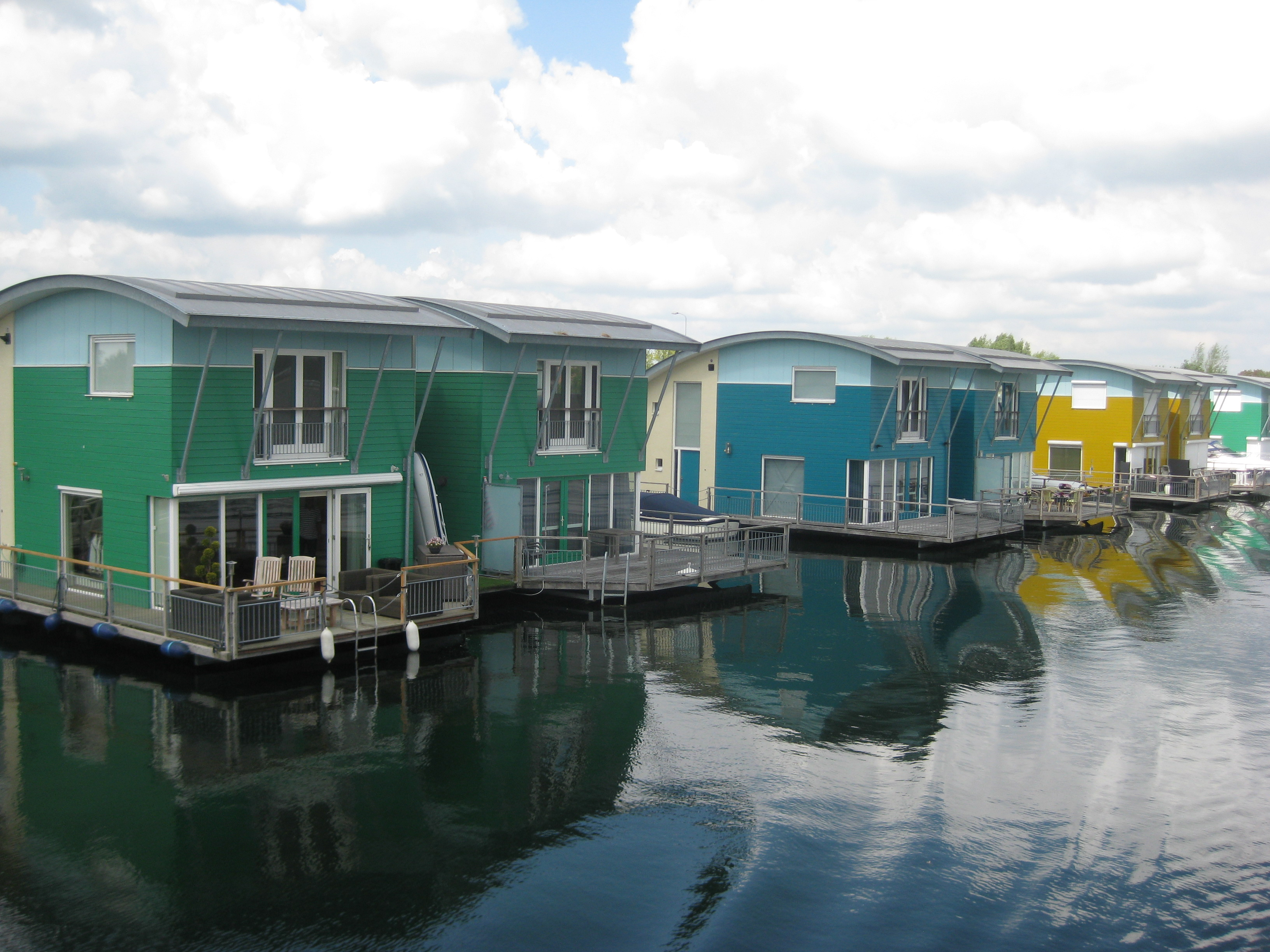
Waterwoningen

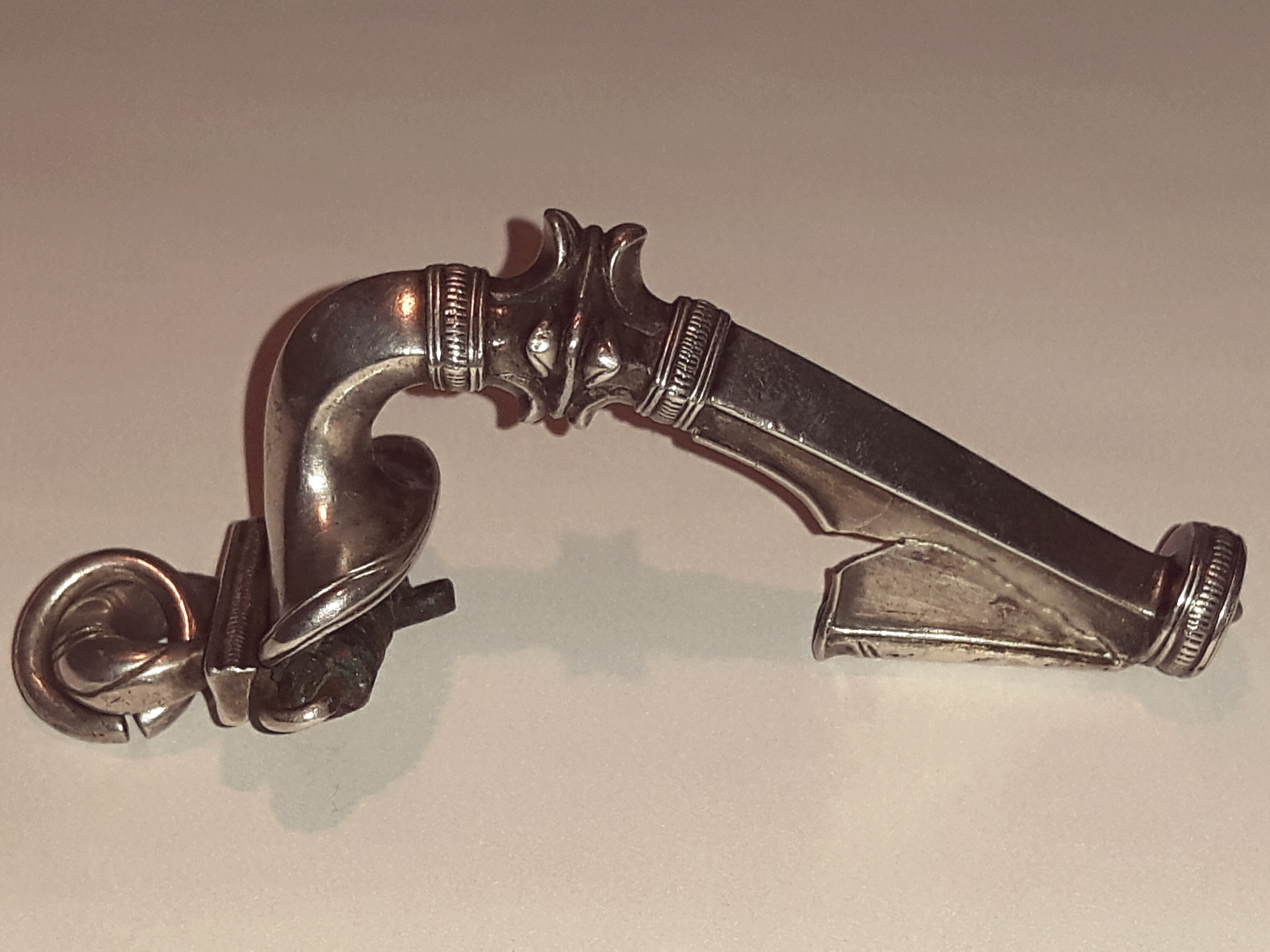
Romeinse zilveren trompetfibula.

Maasbommel is een stad in de gemeente West Maas en Waal, in de Nederlandse provincie Gelderland. Tot 1984 hoorde Maasbommel tot de vroegere gemeente Appeltern. Maasbommel wordt meestal geduid als een dorp.
In tegenstelling tot de meeste plaatsen in Gelderland is Maasbommel van oorsprong overwegend katholiek. In 1966 was in de gemeente Appeltern, waar Maasbommel toe behoorde, 94% van de bevolking katholiek en 6% protestant.

## Geschiedenis
In het gebied waar Maasbommel nu ligt, verbleven ooit Romeinen. Een van de mooiste en zeldzaamste vondsten uit Maasbommel is een puur zilveren Romeinse trompetfibula (mantelspeld), gevonden door M. Janssen. Dit type mantelspeld komt uit Schotland. Een identiek exemplaar ligt in het museum van Edinburgh, Schotland.
Maasbommel zelf werd als Buomele voor het eerst vermeld in 1144. Het kreeg stadsrechten op 15 augustus 1312 en werd een Hanzestad. In Maasbommel werden onder Reinald III munten geslagen. In de Franse tijd werd Maasbommel een zelfstandige gemeente. Op 1 januari 1818 werd deze gemeente opgeheven en bij Appeltern gevoegd. Op 17 juni 2017 werd Maasbommel weer ingeschreven als Hanzestad.

## Bezienswaardigheden
- De voormalige Nederlands-Hervormde kerk, een waterstaatskerk uit 1842, is tegenwoordig in gebruik als trouwlocatie.
- De Sint-Lambertuskerk is een bakstenen neogotische basiliek, ingewijd in 1869. Architect was Cornelis van Dijk. De toren is 45 m hoog. Het neogotische interieur is in de jaren 60 van de 20e eeuw sterk gewijzigd, waarbij delen van het meubilair en een aantal beelden zijn verwijderd. Toch zijn er in de kerk nog een aantal neogotische voorwerpen en beelden te vinden. In het, op het noorden gerichte, priesterkoor hangen moderne schilderijen van Frans Geenen.
- Een gracht bij boerderij  't Hof , Raadhuisdijk, Maasbommel, geeft aan dat daar vroeger een kasteel heeft gestaan. Het gaat om het Hof te Maasbommel.[2] Het werd voor het eerst vermeld in 1403 als Rutger van Bommel de "hoffstadt tot Bommel" met land, uiterwaarden en molen als Gelders leen krijgt. In 1674 staken Franse troepen het in brand en bleef een ruïne over, in de achttiende eeuw getekend door Abraham Rademaker. Op de plaats van het kasteel werd midden achttiende eeuw een klein huis gebouwd. Eind negentiende eeuw werd het verbouwd tot boerderij door Frans Willem baron van Randwijck.[2]
- Een korenmolen uit de 18e eeuw.
- Omhoog lopende straat naar het Veerhuis.
- Enkele karakteristieke huisjes met rieten daken.

## Natuur en landschap
Maasbommel ligt aan een voormalige meander van de Maas. In de jaren 30 van de 20e eeuw zijn veel Maasbochten afgesneden en werd een nieuwe Maasbedding gegraven. De provinciegrens met Noord-Brabant werd zodanig gecorrigeerd dat deze de nieuwe bedding ging volgen. Zodoende kwam een stuk Noord-Brabant bij Gelderland. Dit werd tussen 1960 en 1980 grotendeels afgegraven ten behoeve van zandwinning. De aldus ontstane plas werd watersportgebied. Het zuidelijk deel van de meander werd deels gedempt, en werd deels gebruikt als monding voor het Burgemeester Delenkanaal naar Oss. Door dit alles kwam Maasbommel op een landtong te liggen. Men kan echter met een veerpont van de punt van deze tong naar het Noord-Brabantse Megen varen, terwijl er verder naar het westen een pont naar Oijen ligt.
Van 1952 tot 1960 vond een ruilverkaveling plaats waardoor het gebied ten noorden van Maasbommel beter ontsloten werd, doch tevens kaler en grootschaliger.
Een drietal km ten noorden van Maasbommel ligt een eendenkooi. Twee km verder naar het noordwesten ligt er nog een.

## Recreatie
Maasbommel staat bekend om het watersportgebied De Gouden Ham. In Maasbommel zijn ook drie jachthavens, namelijk WSV de Gouden Ham, Marina Hanzeland en watersportcentrum Maasbommel. Deze laatste jachthaven was in 1964 gesticht door Arie de Boom en is hiermee de oudste jachthaven. Mede naar aanleiding van een dijkverzwaring is deze jachthaven medio 2000 uitgebreid gemoderniseerd. De Gouden Ham kent ook een paar campings, zoals Het Groene Eiland dat aan het water gelegen is.
Na de dijkverzwaring zijn in 2004 46 waterwoningen door een plaatselijke ondernemer ontwikkeld. Deze waterwoningen gaan vanzelf drijven bij een hoge waterstand.

## Bekende inwoners

### Geboren
- Samuel Story (1752-1811), viceadmiraal van de Nederlandse vloot ten tijde van de Bataafse Republiek.
- Wim Hillenaar (1968), politicus

## Trivia
Maasbommel wordt wel de Snoekenstad genoemd. De snoekvisserij leverde namelijk in de bloeitijd van het stadje veel geld op en bracht welvaart.

## Nabijgelegen kernen
Altforst, Alphen, Appeltern, Megen, Oijen

## Zie ook

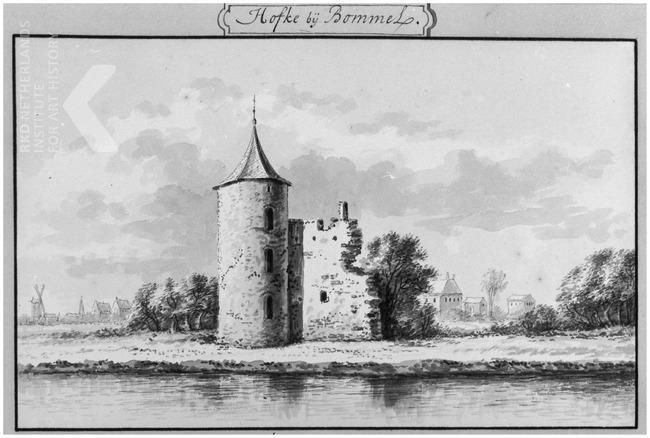
Abraham Rademaker: Hofke bij Bommel, de kasteelruïne van het Hof bij Maasbommel, 1718-1730.

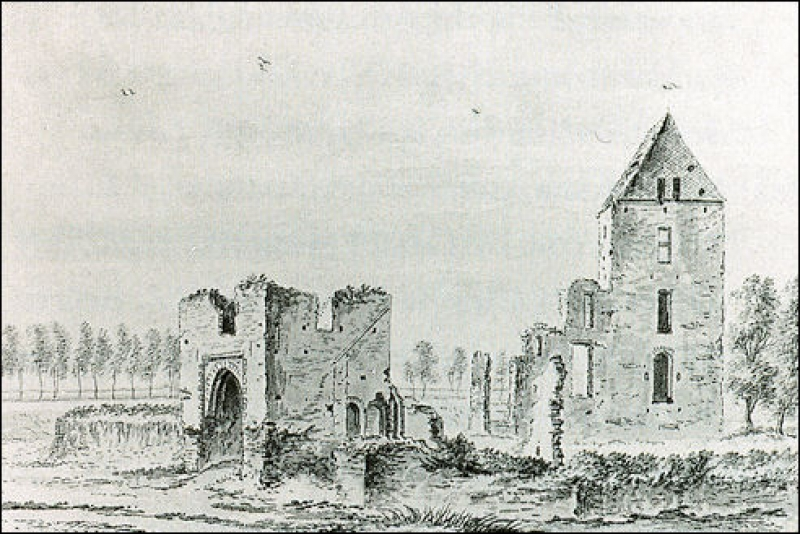
Abraham Rademaker: idem, Het Hoge Huis te Maasbommel.